# Uvaria dac
Uvaria dac är en kirimojaväxtart som beskrevs av Jean Baptiste Louis Pierre, Achille Eugène Finet och François Gagnepain. Uvaria dac ingår i släktet Uvaria och familjen kirimojaväxter. Inga underarter finns listade i Catalogue of Life.